# Каула-упанишада
Каула-упанишад (कौलोनिषद्; IAST: kaula-upaniṣad) — небольшой философский трактат индуистской тантрической традиции Кула-шактизма, написанный в жанре упанишад, но не входящий в общепризнанный канон «Муктика».  Хотя текст и очень небольшой по своему объёму – всего 12 строф, – в нём содержатся очень важные для понимания доктрины как самого Каула-шактизма, так и для всего тантрического индуизма.

Слово «каула» имеет несколько основных значений, среди которых выделяется значение «Принадлежащий к Куле» (कुल IAST: kula – семья), т.е., к определённой шактийской тантрической традиции, которую по праву можно назвать «Сердцем тантризма». Это также подразумевает под собою возможность получения Знания – Джняны – только непосредственно принадлежа к данной традиции: в противном случае, согласно учению самих Тантр, прочитавший тексты этих направлений индуизма может неверно истолковать учение, как это можно видеть на примере некоторых современных представителей т.н. западного тантризма. Более того, сама Каула-упанишад (строфа 8) прямо запрещает даже обсуждать с не принадлежащими к традиции людьми вопросы, поднимаемые текстом:
Не следует открывать это. Не следует обсуждать это с пашу. ... Не следует говорить о тайне Сущности; [но] можно сообщать [её] ученику.
Надо сказать, что подобный запрет на распространение тантрического Знания проходит красной нитью через подавляющее большинство писаний всех направлений тантры.
Хотя текст очень малого объёма, при этом в нём в афористической форме поднимаются все важнейшие для практики Тантры темы: Закон, Знание, Действие.
- Закон – Рита (ऋत, IAST: ṛtá) или Дха́рма (санскр. धर्म, IAST: dharma), универсальный космический закон, следуя которому: творятся и уничтожаются вселенные; совершаются обряды и ритуалы; рождаются и умирают живые существа. Как учат тантры, только тот, кто следует этому Закону, способен достичь Единения с Богиней и, соответственно, обрести Мокшу.
- Знание – объявляется едва ли не единственным средством достижения Мокши – Освобождения. И источником этого Знания объявляется Гуру – тот, кто уже сам является если не достигшим Мокши, то, как минимум, человеком, который далеко продвинулся на этом пути; тот, кто способен подобрать индивидуальную практику, сообщить мантру, наставить в практике почитания Богини.
- Действие – о внешнем поведении тантрика: он не должен выделяться из окружающей его среды. И именно в этом небольшом тексте можно найти один из знаменитейших постулатов тантры вообще:Внутри шакта, снаружи шайва, в миру вайшнава – этому надо следовать. (строфа 9)

В 2004-2007 годах текст Каула-упанишад был переведён с санскрита современным российским исследователем традиции и переводчиком классических текстов Ерченковвы О.Н. в составе группы текстов. Перевод снабжён небольшим предисловием и краткими комментариями.